# Psi Persei
Psi Persei (37 Persei) é uma estrela na direção da constelação de Perseus. Possui uma ascensão reta de 03h 36m 29.36s e uma declinação de +48° 11′ 33.7″. Sua magnitude aparente é igual a 4.32. Considerando sua distância de 700 anos-luz em relação à Terra, sua magnitude absoluta é igual a −0.81. Pertence à classe espectral B5Ve. É uma estrela variável γ Cassiopeiae.